# 俄罗斯问题
俄罗斯问题或俄国问题（俄语：Русский вопрос），是一部1948年由米哈伊尔·罗姆执导、莫斯科电影制片厂出品的苏联政治剧情片，由苏联诗人康斯坦丁·西蒙诺夫的同名戏剧改编。阿拉姆·哈恰图良作曲。